# Fort des Natchitoches
 (mai 2021).
Si vous disposez d'ouvrages ou d'articles de référence ou si vous connaissez des sites web de qualité traitant du thème abordé ici, merci de compléter l'article en donnant les références utiles à sa vérifiabilité et en les liant à la section « Notes et références ».

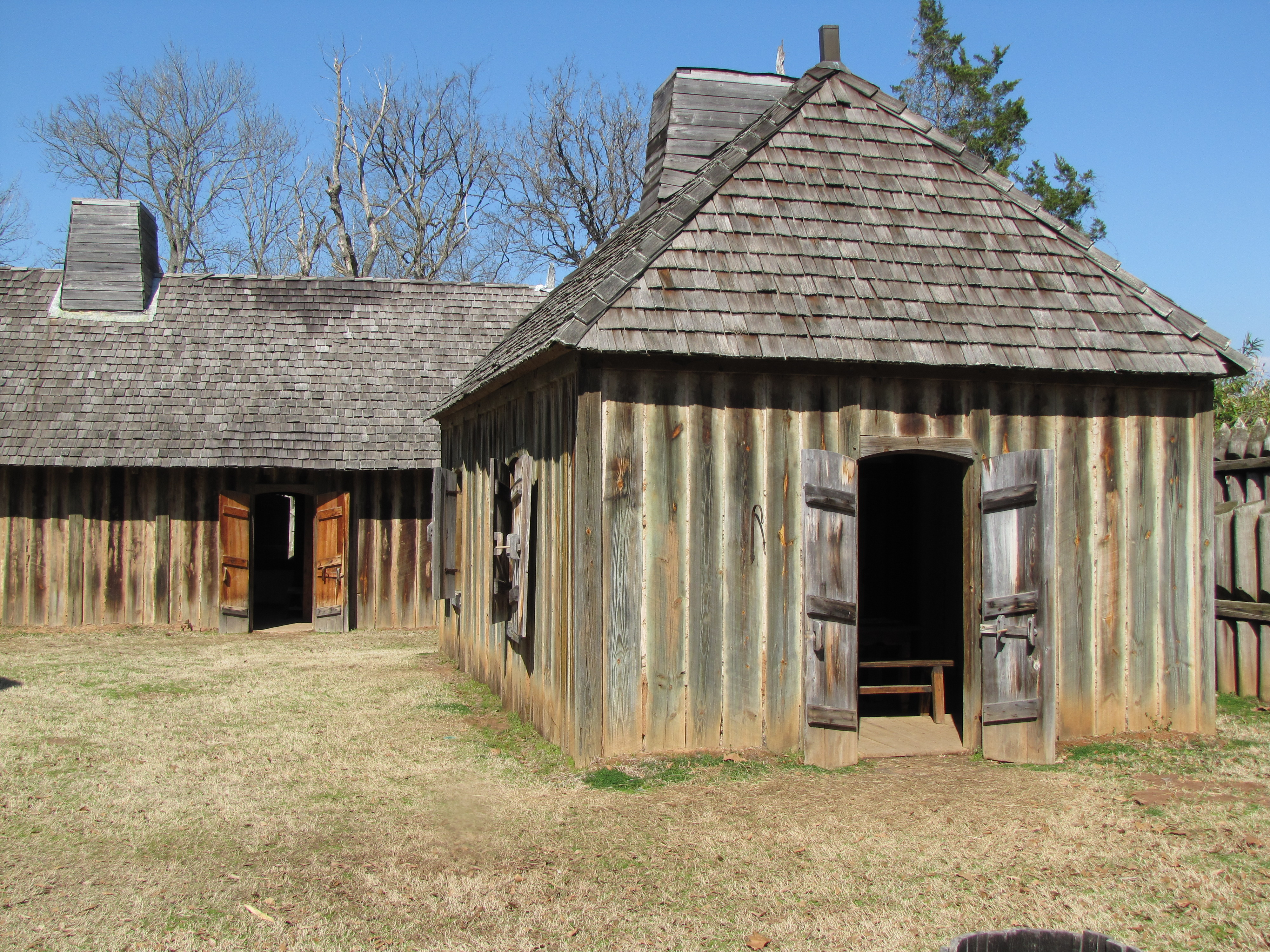
Reconstitution des bâtiments du fort Saint-Jean Baptiste des Natchitoches.

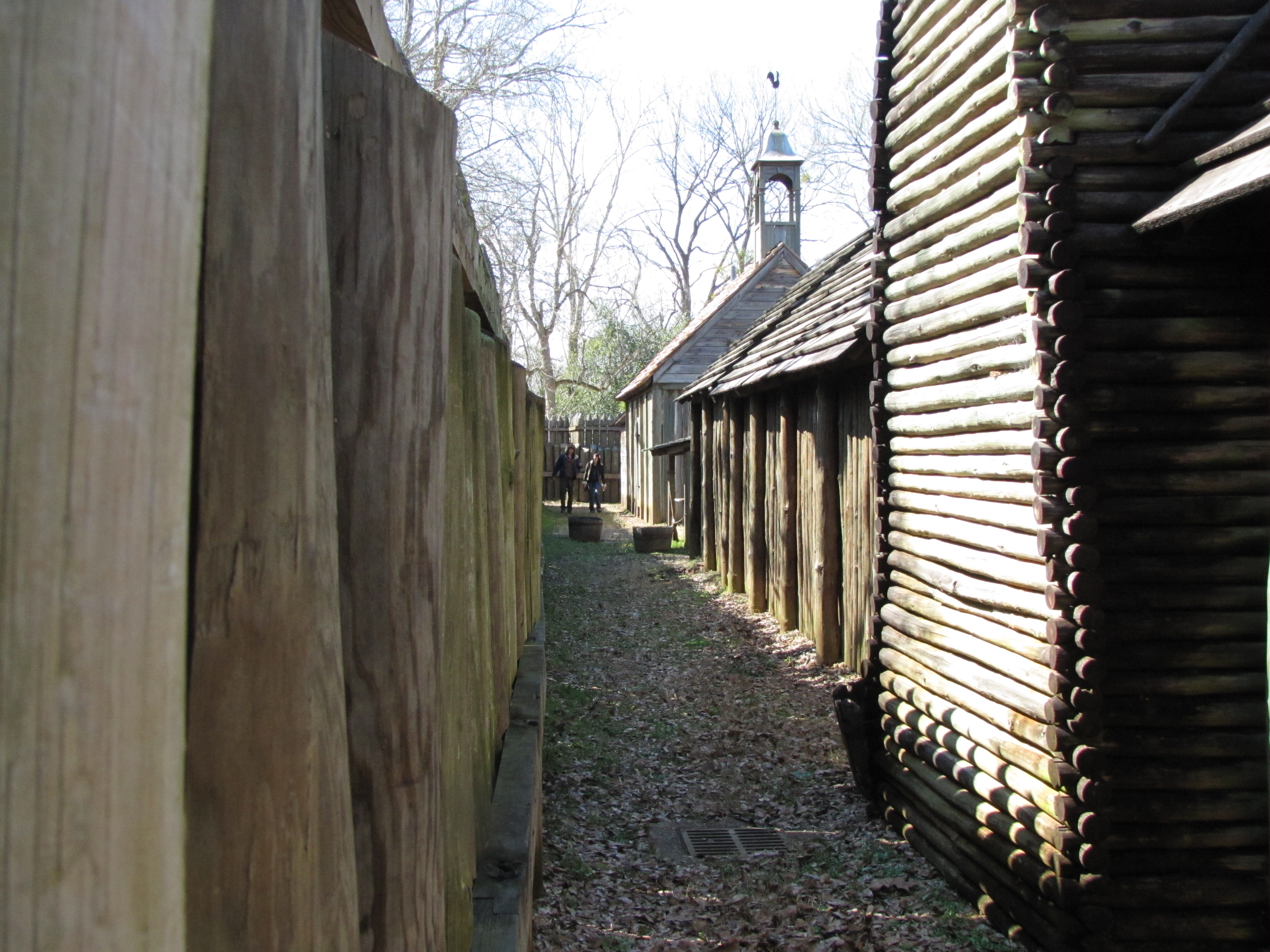
La chapelle du fort des Natchitoches.

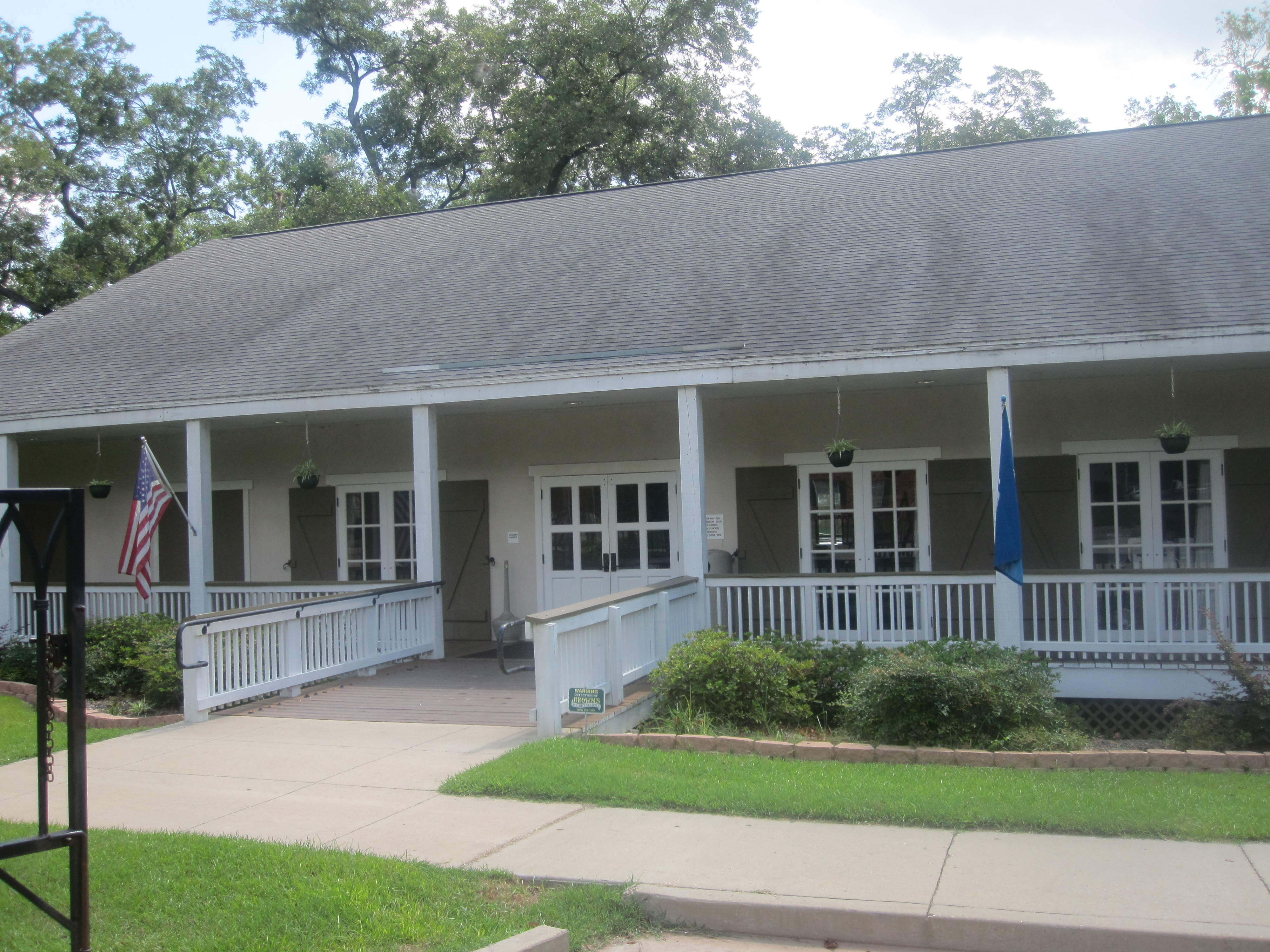
Le fort des Natchitoches aussi connu sous le nom de fort Saint-Jean-Baptiste.

Le fort des Natchitoches ou fort Saint-Jean-Baptiste des Natchitoches, fut un fort français construit au XVIIIe siècle en Louisiane française.

## Contexte
Les premiers Européens à parcourir la région furent les coureurs des bois français et Canadiens français dès la fin du XVIIe siècle. En 1699, la France fonde un poste avancé français sur la rivière Rouge afin de contrôler le commerce avec les avant-postes des forces espagnoles du Mexique.
En 1701, le Canadien-français, Jean-Baptiste Le Moyne de Bienville, futur gouverneur de la Louisiane française, parvint jusqu'au village des indiens Natchitoches et des Cadodaquious sur la rivière Rouge. 

## Historique du fort
En 1714, Louis Juchereau de Saint-Denis emprunta la rivière Rouge du Sud afin d'étendre l'influence française de la Nouvelle-France et repousser vers l'Ouest, les limites de la Louisiane française. Lors des années précédentes, il avait noué de bons contacts avec les Amérindiens de la tribu des Caddos lors de la construction du fort de La Boulaye le long du Mississippi et noua des relations amicales avec les Natchitoches. Le fort de Natchitoches fut fondé cette année-là par Louis Juchereau de Saint-Denis. 
Cependant, les espagnols de Nouvelle-Espagne organisèrent le 12 avril 1716, une expédition menée par Domingo Ramón partit de San Juan Bautista de Tejas, ayant l'intention d'établir quatre missions et un Presidio (Fort). Les espagnols ont également répliqué par la fondation de deux autres missions juste à l'ouest de Natchitoches, comme San Antonio et Los Adaes (pour un total de six missions dans la région). Les deux missions de ce dernier étaient situées dans une zone contestée; la France revendiquait le fleuve Sabine comme limite ouest de la Louisiane coloniale, tandis que l'Espagne réclamait que la rivière Rouge soit la frontière orientale du Texas colonial, créant un chevauchement de 72 km. 
En 1732, après la révolte des Natchez, des guerriers Natchez attaquent le fort des Natchitoches : son commandant Louis Juchereau de Saint-Denis et ses troupes les exterminent à la bataille de la Colline Sang pour Sang, à Cloutierville. 
Le fort était vulnérable et il fut décidé de le renforcer. C'est un ingénieur français, François Broutin, qui va agrandir et fortifier le fort pour le rendre imprenable.
Le fort des Natchitoches, ou fort Saint Jean-Baptiste, sur la rivière Rouge, à la limite de l'ancien empire espagnol permit aux Français de s'affilier les groupes des Amérindiens de la Nation Caddo. Dans les années 1730, on produisait un peu de tabac aux Natchitoches. Ce fut, en Basse-Louisiane, le poste des Natchitoches qui connut un important essor grâce au commerce avec les Espagnols voisins et la culture du tabac. 
Par le poste des Natchitoches, les tribus amérindiennes fournissaient aux soldats français et aux colons français du maïs, des volailles, ainsi que du poisson, du gibier, de l'huile d'ours, contre des marchandises de traite importées de métropole.
En 1763, après le traité de Paris, la Louisiane passe sous l'autorité de l'Espagne. Les troupes espagnoles prennent la place de l'armée française. 
En 1768, le capitaine Étienne-Martin de Vaugine de Nuisement y est interné, à la suite d'un duel, pendant quelque temps, avant d'être réhabilité par les autorités espagnoles et ramené à La Nouvelle-Orléans dans son grade militaire.
En 1778, Étienne-Martin de Vaugine de Nuisement est nommé gouverneur du fort de Natchitoches par les mêmes autorités espagnoles.
En 1803, La France récupère la Louisiane et la revend aux États-Unis. Après la vente de la Louisiane, les Américains récupèrent un fort en ruine. Il ne sera jamais réhabilité.
La ville actuelle de Natchitoches s'est développé autour de ce lieu historique.
En 1979, fut reconstruit une réplique du fort à une échelle réduite à partir des plans d'architecte de François Broutin.